# ایمپورتین آلفا
ایمپورتین آلفا (انگلیسی: Importin α) یا کاریوفرین آلفا (انگلیسی: Karyopherin alpha) گروهی از پروتئین‌ها هستند که در ورود پروتئین به‌داخل هستهٔ سلول نقش دارند. این پروتئین‌ها، یکی از اعضای خانوادهٔ بزرگ کاریوفرین‌ها هستند.
این پروتئین‌ها به «توالی متمرکزکننده هسته‌ای» (NLS) وصل شده و پروتئین‌ها را جهت حمل به‌داخل هسته نشانه‌گذاری می‌کنند. پس از این نشانه‌گذاری، ایمپورتین آلفا، پروتئینِ موردِ نظر را به ایمپورتین بتا متصل می‌کند و مولکول اخیر، آنرا به داخل هسته و مقصدِ موردنظر حمل می‌کند.
این پروتئین، ۳ دومِـین عملکردی مجزا و مشخص دارد: «دومِـین IBB»، «دومِـین ARM» و «دومِـین متصل‌شونده به CAS». همچنین بیشتر ساختمان ایمپورتین آلفا از ۱۰ توالی آرمادیلو پشت‌سرهم تشکیل شده‌است.
به‌غیر از نقشِ ایمپورتین آلفا در نشانه‌گذاری سایر پروتئین‌ها برای حمل به هسته، این پروتئین در گامتوژنز (تولید سلول‌های جنسی)، تکامل، پاسخ گرماشوک، تجزیهٔ پروتئین و بیماری‌زایی ویروس‌ها (به‌ویژه آنفلوآنزای نوع A) هم نقش دارد.